# Вуэльта Испании
Вуэ́льта Испа́нии (исп. Vuelta a España), также Тур Испа́нии, Вуэ́льта, — шоссейная многодневная велогонка, один из трёх гранд-туров.
Проходит ежегодно по территории Испании и Андорры в августе и сентябре (начиная с 1995 года; до этого — в мае).

## Лидерская майка
Лидеру гонки предписывается надевать майку определённого цвета, который выделяет его среди остальных гонщиков так же, как на гонках Тур де Франс (жёлтая майка) и Джиро д'Италия (розовая майка). Цвет лидерской майки Вуэльты Испании менялся несколько раз. Организаторы, которые возрождали гонку после множественных пауз, обычно меняли цвет майки. С 1935 года лидерская майка была оранжевой, в 1941-м стала белой и снова оранжевой в 1942 году. В 1945—1950 годах лидеры носили белую майку с горизонтальной красной полосой. В 1955 году — по аналогии с Тур де Франс — цвет майки стал жёлтым. За исключением 1977 года, когда майка стала оранжевой, все годы, включая 1998-й, майка была жёлтой, после чего цвет получил золотой оттенок. Однако в 2010 году лидерская майка стала красной.

## Классификации

### Генеральная классификация
исп. Clasificación general, фр. Classement général — классификация, по которой определяют спортсмена победителя гонки. Лидер классификации носит отличительную майку, которая появилась на самой первой гонке в 1935 году. С 2010 она красного цвета (исп. El jersey/maillot rojo, фр. Maillot rouge).

#### Победители Вуэльта Испании
- 1960 —  Ф. де Мюльдер
- 1961 —  А. Солер
- 1962 —  Р. Альтиг
- 1963 —  Ж. Анкетиль
- 1964 —  Р. Пулидор
- 1965 —  Р. Вольфшоль
- 1966 —  Ф. Габика
- 1967 —  Я. Янссен
- 1968 —  Ф. Джимонди
- 1969 —  Р. Пинжон
- 1970 —  Л. Оканья
- 1971 —  Ф. Бракке
- 1972 —  Х. М. Фуэнте (1)
- 1973 —  Э. Меркс
- 1974 —  Х. М. Фуэнте (2)
- 1975 —  А. Тамамес
- 1976 —  Х. Песарродона
- 1977 —  Ф. Мартенс
- 1978 —  Б. Ино (1)
- 1979 —  Й. Зутемелк
- 1980 —  Ф. Руперес
- 1981 —  Д. Баттальин
- 1982 —  М. Лехаррета
- 1983 —  Б. Ино (2)
- 1984 —  Э. Кариту
- 1985 —  П. Дельгадо (1)
- 1986 —  А. Пино
- 1987 —  Л. Эррера
- 1988 —  Ш. Келли
- 1989 —  П. Дельгадо (2)
- 1990 —  М. Джованнетти
- 1991 —  М. Маури
- 1992 —  Т. Ромингер (1)
- 1993 —  Т. Ромингер (2)
- 1994 —  Т. Ромингер (3)
- 1995 —  Л. Жалабер
- 1996 —  А. Цюлле (1)
- 1997 —  А. Цюлле (2)
- 1998 —  А. Олано
- 1999 —  Я. Ульрих
- 2000 —  Р. Эрас (1)
- 2001 —  А. Касеро
- 2002 —  А. Гонсалес
- 2003 —  Р. Эрас (2)
- 2004 —  Р. Эрас (3)
- 2005 —  Р. Эрас[0] (4)
- 2006 —  А. Винокуров
- 2007 —  Д. Меньшов
- 2008 —  А. Контадор (1)
- 2009 —  А. Вальверде
- 2010 —  В. Нибали
- 2011 —  К. Фрум
- 2012 —  А. Контадор (2)
- 2013 —  К. Хорнер
- 2014 —  А. Контадор (3)
- 2015 —  Ф. Ару
- 2016 —  Н. Кинтана
- 2017 —  К. Фрум
- 2018 —  С. Йейтс
- 2019 —  П. Роглич (1)
- 2020 —  П. Роглич (2)
- 2021 —  П. Роглич (3)
- 2022 —  Р. Эвенепул
- 2023 —  Сепп Кусс
- 2024 —  П. Роглич (4)

### Очковая классификация
исп. Clasificación por puntos разыгрывается в рамках Вуэльта Испании с 1945 года. Победитель определяется по сумме очков, набранных на финишах этапов и на промежуточных финишах. Этот зачёт считается соревнованием спринтеров. Лидер классификации носит зелёную майку (исп. El jersey/maillot verde, фр. Maillot vert).

### Горная классификация
исп. Gran Premio de la montaña разыгрывается в рамках Вуэльта Испании с 1935 года. Победитель определяется по сумме очков, набранных на горных финишах, и называется «горным королём». Лидер классификации носит белую майку с синим горошком, называемую просто гороховой майкой (исп. El jersey/maillot blanco con puntos azules, фр. Maillot blanc à pois bleus).

### Комбинированная классификация
исп. Clasificación de la combinada разыгрывается в рамках в рамках Вуэльта Испании с 1970 года. Победитель определяется по сумме мест занятых в генеральной, горной и очковой классификациях. Лидер классификации носит белую майку (исп. El jersey/maillot blanco, исп. Maillot blanc).

### Приз самому агрессивному гонщику
исп. Premio de la combatividad разыгрывается в рамках Вуэльта с 2012 года. Он присуждается самому агрессивному гонщику проявившему наибольший боевой дух и командный, атакующий стиль, храбрость, мужество. Победитель предыдущего этапа и всей классификации получает красный номер (исп. maillot du combiné).

### Командная классификация
исп. Clasificación por equipos разыгрывается в рамках в рамках Вуэльта Испании с 1935 года. Победитель определялся по сумме трёх лучших времён участников команды показанных на каждом этапе. Лидер классификации получает жёлтый номер (фр. dossard jaune) и жёлтый шлем.